# Kodeks Kampiański
Kodeks Kampiański, łac. Codex Campianus (Gregory-Aland no. Me albo 021), ε 72 (von Soden) – grecki kodeks uncjalny Nowego Testamentu, z tekstem czterech Ewangelii, pisany na pergaminie. Paleograficznie datowany jest na IX wiek. Stosuje marginalia, posiada księgi liturgiczne. Tekst rękopisu reprezentuje bizantyńską tradycję tekstualną, jednak z pewną liczbą wariantów obcych dla tej tradycji. Noty marginalne pisane są w języku greckim, arabskim i słowiańskim.
Przywieziony został z Konstantynopola, współcześnie przechowywany jest w Paryżu. Tekst kodeksu był wysoko oceniany przez niektórych XIX-wiecznych krytyków tekstu. Opinia ta została zmieniona w XX wieku, w rezultacie jest rzadko wykorzystywany we współczesnych wydaniach greckiego Nowego Testamentu.

## Opis
Kodeks zawiera 257 pergaminowych kart (22 na 16,3 cm), z pełnym tekstem czterech Ewangelii. Karty kodeksu ułożone zostały w formacie quarto (4 karty w jednym foliale). Gregory ocenił, że jest pięknym, małym rękopisem.
Tekst pisany jest w dwóch kolumnach na stronę, 24 linijek w kolumnie , małą, elegancką uncjałą. Pod względem paleograficznym litery delta oraz theta wyglądają na najbardziej późne, natomiast alfa oraz pi wyglądają na wcześniejsze. Stosuje przydechy, akcenty i noty muzyczne „neumy” (w kolorze czerwonym). Starotestamentowe cytaty oznakowane zostały na marginesie przy pomocy odwróconego comma (>).
Według Tischendorfa kształt liter podobny jest do liter z Kodeksu Moskiewskiego II. Zawiera noty marginalne w języku greckim, arabskim i jedną w słowiańskim. Arabska nota, na ostatniej karcie, jest nieczytelna, z wyjątkiem jednego tylko słowa „Jeruzalem”. Niektóre z not sporządzone zostały bardzo drobnym pismem.
Skryba często stosował błędy itacyzmu oraz N efelkystikon. Oprócz tekstu czterech Ewangelii kodeks zawiera: Chronologię Ewangelii Hipolita, Epistula ad Carpianum (list Euzebiusza do Karpiana), tablice do Kanonów Euzebiusza, oraz księgi liturgiczne z żywotami świętych: Synaksarion i Menologion.
Tekst dzielony jest według krótkich jednostek – Sekcji Ammoniusza, których numery umieszczone zostały na marginesie, z odniesieniami do Kanonów Euzebiusza. W dolnym marginesie zawiera tzw. „harmonię czterech Ewangelii”, tego samego typu co w Kodeksie Bazylejskim. Zawiera też, na bocznych marginesach, αναγνωσματα (tj. noty do czytań liturgicznych).

## Tekst

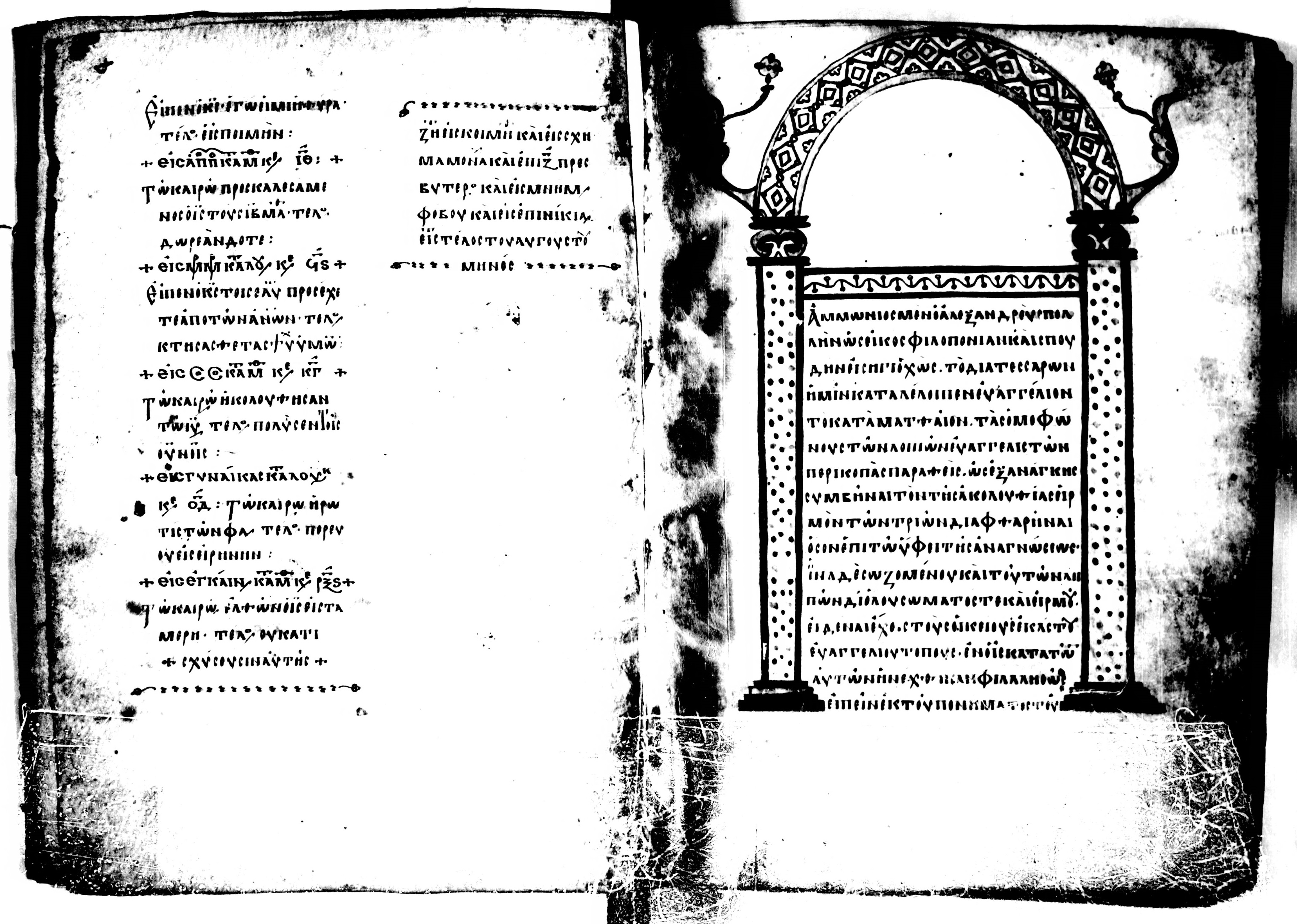
Z lewej strony tablice kephalaia, z prawej strony Epistula ad Carpianum

Grecki tekst kodeksu reprezentuje bizantyńską tradycję tekstualną, jednak nie w standardowej jej formie i z pewną liczbą wariantów tekstu cezarejskiego. C.R. Gregory ocenił, że tekst kodeksu jest podobny do tekstu Kodeksu Cypryjskiego.
Hermann von Soden sądził, że reprezentuje recenzję dokonaną przez Pamfila z Cezarei wraz z rękopisami 27, 71, 692 i 1194. Wyniki badań von Sodena zostały potwierdzone przez metodę wielokrotnych wariantów – „Claremont Profile Method”. Metodą tą zbadano jednak tylko trzy rozdziały Ewangelii Łukasza (1; 10; 20). W rozdziałach tych reprezentuje tekst pokrewny z minuskułem 27. Frederik Wisse tę rodzinę tekstualną oznakował przy pomocy siglum M27, jednak w obrębie tej grupy właśnie Campianus najbardziej się wyróżnia i tym samym nie jest jej idealnym reprezentantem.
Kurt i Barbara Alandowie dali mu następujący profil tekstualny – 2021, 1061/2, 72, 12s. Profil ten oznacza, że tekst kodeksu 202 razy wspiera tekst bizantyński przeciwko „oryginalnemu”, a 7 razy tekst „oryginalny” przeciwko bizantyńskiemu, 106 razy jest zgodny z tekstem bizantyńskim jak i „oryginalnym”, ponadto posiada 12 sobie właściwe warianty tekstowe (Sonderlesarten). W oparciu o ten profil Aland zaklasyfikował tekst kodeksu do Kategorii V.
Zawiera tekst Pericope adulterae (J 7,53–8,11) w wersji zgodnej z Kodeksem Tischendorfa IV, rodziną rękopisów f1, oraz kodeksami minuskułowymi: 892, 1049, 1220 i 2661. Jest to jedna z najstarszych form tej perykopy, akceptowana w wydaniach NT Nestle-Alanda. Krytycy tekstu tę odmianę tekstu perykopy oznaczają przy pomocy siglum μ1. Wiersz czwarty (tj. J 8,4) przeniesiony został na koniec perykopy. Wiersz brzmi: τουτο δε ειπαν πειραζοντες αυτον ινα εχωσιν κατηγοριαν κατ κατ αυτου (To zaś powiedzieli kusząc Go, aby mieć powód do oskarżenia Go).
W Ewangelii według Mateusza (1, 11) Kodeks Kampiański zawiera dodatek τον Ιωακιμ, Ιωακιμ δε εγεννεσεν (Joakima, Joakim spłodził) spotykany także w rękopisach: Kodeks Koridethi, Σ, f1, 33, 258, 478, 661, 791, 954, 1216, 1230, 1354, 1604, ℓ 54, syrh. Wariant ten zauważył już Bernard de Montfaucon.

## Historia

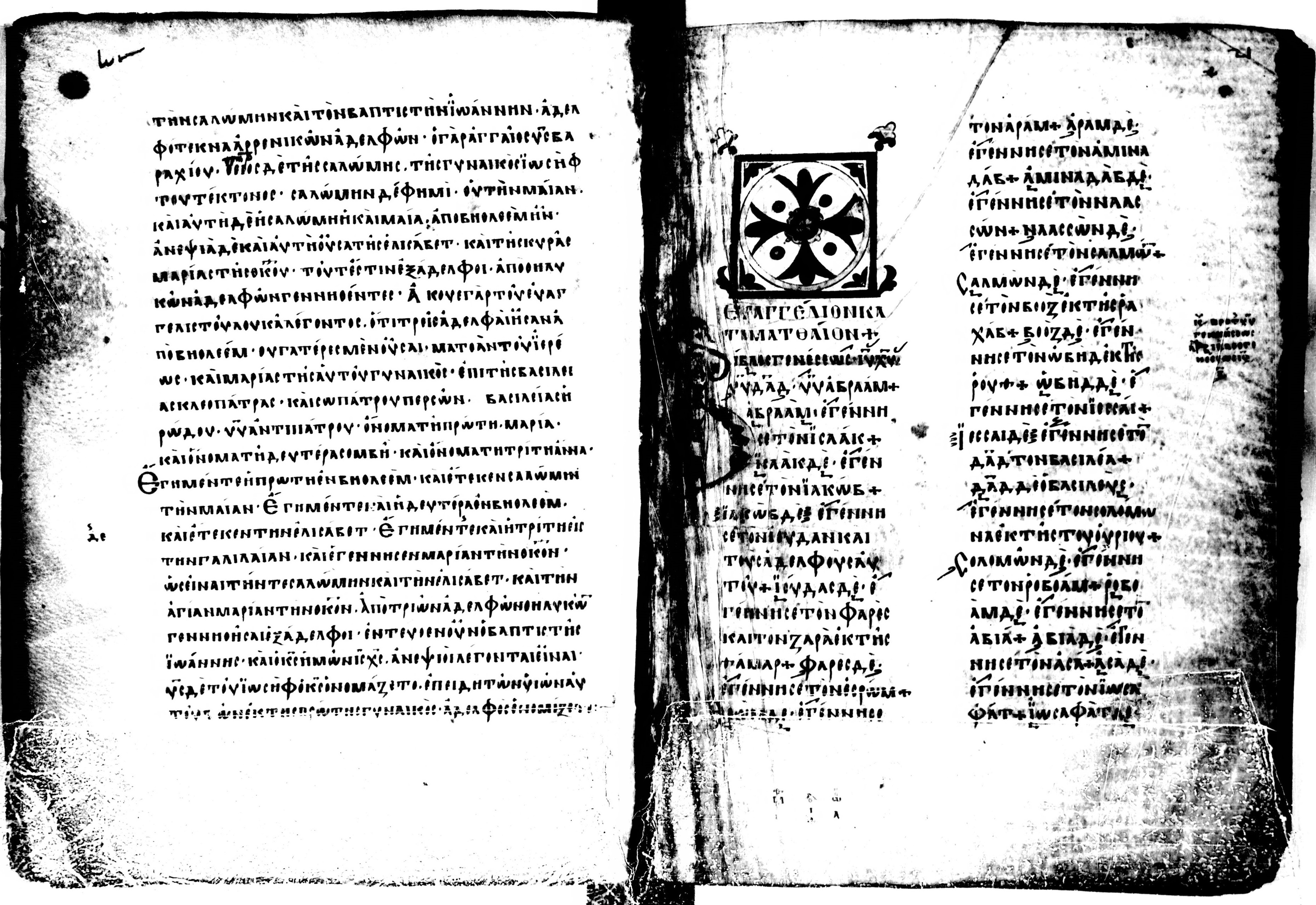
Początek Ewangelii Mateusza (prawa strona)

Bernard de Montfaucon, porównując kształt liter kodeksu z kształtami liter z rękopisów przechowywanych we włoskich bibliotekach, datował kodeks na X lub XI wiek. Tischendorf datował na drugą połowę IX wieku ze względu na paleograficzne podobieństwo not liturgicznych kodeksu do oksfordzkiego rękopisu Platona (Cod. Bodleianus, Clarke 39), który datowany jest przez skrybę na rok 896. F.H.A. Scrivener oraz C.R. Gregory datowali rękopis na koniec IX wieku. Obecnie datowany jest przez INTF na wiek IX  .
Rękopis przywieziony został ze wschodu do Paryża. Nazwa kodeksu pochodzi od pierwszego znanego właściciela kodeksu, François de Camps, opata z Signy, który podarował go Ludwikowi XIV w 1706 roku. Przechowywany był w bibliotece królewskiej jako Regius 2243. Tekst rękopisu cytował Ludwik Kuster w wydanym przez siebie w 1710 roku reprincie Novum Testamentum Graecum Milla (jako Parisinus 2).
Pierwszy opis rękopisu sporządził paleograf Bernard de Montfaucon w 1708 roku, który też wydał pierwsze facsimile kodeksu. Facsimile kodeksu wydawali: Silvestre, Henri Omont (w 1892 i 1896), William Hatch (w 1937) i Guglielmo Cavallo (w 1967). Wydania te zawierały jedną stronę kodeksu.
Kodeks badali i opisywali: Bianchini , Wettstein, Scholz, Tischendorf, Tregelles i Scrivener. Tekst kodeksu kolacjonowali Wettstein, Scholz i Tregelles. Wettstein wciągnął kodeks na swoją listę rękopisów Nowego Testamentu i oznakował go przy pomocy siglum M. Scholz opublikował Synaksarion i Menologion kodeksu. Dean Burgon zaobserwował, że „Harmonia Ewangelii” jest tego samego typu, co w Kodeksie Bazylejskim.
Gregory w 1908 roku dał dla kodeksu siglum 021.
XIX-wieczni krytycy oceniali tekst kodeksu jako dobry (Tregelles, Scrivener), XX-wieczni krytycy uznali jego tekst za mało wartościowy i nieprzydatny w odtwarzaniu oryginalnego tekstu czterech Ewangelii (V kategoria Alanda). Russell Champlin badał tekst Ewangelii Mateusza kodeksu i jego relację do rodziny tekstualnej E. Badania Champlina oraz Wissego wskazały, że jest on pomocny jedynie dla odtworzenia historii tekstu bizantyńskiego.
Jest rzadko cytowany we współczesnych krytycznych wydaniach greckiego tekstu Nowego Testamentu. Tekst kodeksu był cytowany w UBS3, jednak UBS4 cytuje go tylko w aparacie krytycznym, m.in. w tekście Pericope adulterae. NA26 oraz NA27 cytują go tylko w aparacie krytycznym, nigdy w tekście głównym.
Kodeks jest przechowywany we Francuskiej Bibliotece Narodowej (Grec 48) w Paryżu .